# Fırtınavallei
De Fırtınavallei (Turks: Fırtına vadisi, vallei van de stormen) is een grote vallei in de provincie Rize in het Noordoosten van Turkije. De vallei is uitgesneden door de gelijknamige rivier en ontspringt in de hoogste bergen van de Turkse noordkust, Kaçkar Dağı in het Pontisch Gebergte op bijna 4 kilometer hoogte. Dit deel van Turkije ontvangt de meeste regen, gemiddeld bijna 2 meter per jaar. Het grootste gedeelte van de vallei ligt in het district Çamlıhemşin.

## Bezienswaardigheden
De Fırtınavallei is in Turkije beroemd om haar natuur met vele alpenweiden, en om de meer dan twintig eeuwenoude bruggen die over de rivier spannen. De meeste van de bruggen stammen uit de Ottomaanse periode, maar enkelen zijn waarschijnlijk ouder. De bruggen zijn gemaakt door lokale bouwvakkers, sommigen met ondersteuning van de Ottomaanse staat. Vanwege de grote hoeveelheid neerslag en de daaruit voortvloeiende incidentele catastrofale overstromingen zijn de bruggen extreem hoog gebogen. De beroemdste weide (yayla) van de vallei is Ayder. In de vallei liggen verder nog enkele warmwaterbronnen en het Zilkale, een oud kasteel.

## Bevolking
De bevolking van de Fırtınavallei bestaat merendeels uit Lazen (een Georgisch volk) en in de hogergelegen delen uit Hemsin, een islamitisch volk dat vroeger een West-Armeense taal sprak. Tegenwoordig spreken de Hemsin in de provincie Rize nog maar amper Armeens, enkel een deel van het vocabulaire is bewaard gebleven. Hierin verschillen zij van de Hemsin uit de oostelijker gelegen provincie Artvin, die wel hun Armeense taal hebben behouden. Ook zijn in de vallei meerdere dorpjes van Chepni Turken.

## Economie
De economie van de vallei beperkt zich vrijwel uitsluitend tot kleinschalige biologische landbouw in thee, groenten, vruchten en noten. Sinds de jaren 90 is het toerisme in de vallei langzaam ontwikkeld, de inkomsten hieruit komen vooral in het voorjaar en de zomer, als de hoge weiden vrij zijn van sneeuw en toeristen komen uit andere delen van Turkije, Europa, Rusland en Iran. Populaire attracties zijn de vele watervallen in de vallei, trekking door de bergen en wildwater rafting op de Fırtınarivier. Het dorpje Anzer is beroemd om haar honing, maar overal in de vallei worden bijen gehouden.

## Bruggen
Enkele van de bruggen over de rivier zijn:
- Çamlıhemşin brug
- Kaptanpaşa brug nabij Yeşiltepe
- Buzlupınar brug
- Köprüköy brug
- Mikron brug
- Ardeşen brug

Ook in naastgelegen valleien liggen enkele vergelijkbare bruggen, zoals de Çağlayan brug in Fındıklı, de Güneyce brug in İkizdere, en de Dörtgözlü brug in Pazar.